# 截對角偏方面體
在幾何學中，截對角偏方面體是一種多面體，可以透過將偏方面體截去上下兩個頂點構成，並具備二面體群對稱性。它的命名方式是根據上下兩個面的形狀而命名的，例如：正十二面體可以視為是截對角正五方偏方面體，它的上下兩個面都是正五邊形，其他的面也是五邊形；:251截對角四方偏方面體的上下兩個面則是正方形或四邊形，其他的面則是五邊形，依此類推。部分的截對角偏方面體可以作為化學的分子籠結構。

## 形狀
截對角偏方面體可以根據其底面邊數分類：
- 截對角三方偏方面體 （杜勒立體）：
由6個五邊形和2個三角形組成，對偶多面體為雙三角錐反角柱。截對角三方偏方面體出現於丟勒的名作《憂鬱I》中，並且畫作中的描繪的具體形狀是否為截對角三方偏方面體曾在學術界引發討論[4][5]。
- 截對角四方偏方面體：
由8個五邊形和2個正方形組成，對偶多面體為雙四角錐反角柱。截對角四方偏方面體是16個碳的富勒烯可形成的一種可能結構。[6]:81
- 截對角五方偏方面體或正十二面體：
由12個五邊形組成，對偶多面體為正二十面體。截對角五方偏方面體的每一個面都是五邊形，在拓樸結構上與正十二面體無異。[2]:251
- 截對角六方偏方面體：
由12個五邊形和2個六邊形組成，對偶多面體為雙六角錐反角柱。截對角六方偏方面體的變體結構[7][8]可以與五角十二面體共同構成韋爾—費倫結構[9]，其代表了大小相等的氣泡所形成的理想化泡沫結構的一種解。[9][10]
- 截對角n方偏方面體：
由2n個五邊形和2個n邊形組成，對偶多面體為雙n角錐反角柱。

## 相關多面體

### 截頂角偏方面體
截頂角偏方面體又稱截一角偏方面體是指截去一個頂角的偏方面體。其對偶多面體為角錐反角柱。若截頂角偏方面體的底面邊數為n，則其會有2n+1個面、5n條邊和3n+1個頂點。
| 3                  | 4                  | 5                  | 6                  |
| ------------------ | ------------------ | ------------------ | ------------------ |
| 截頂角三方偏方面體 | 截頂角四方偏方面體 | 截頂角五方偏方面體 | 截頂角六方偏方面體 |